# Zuzanna Szadkowski

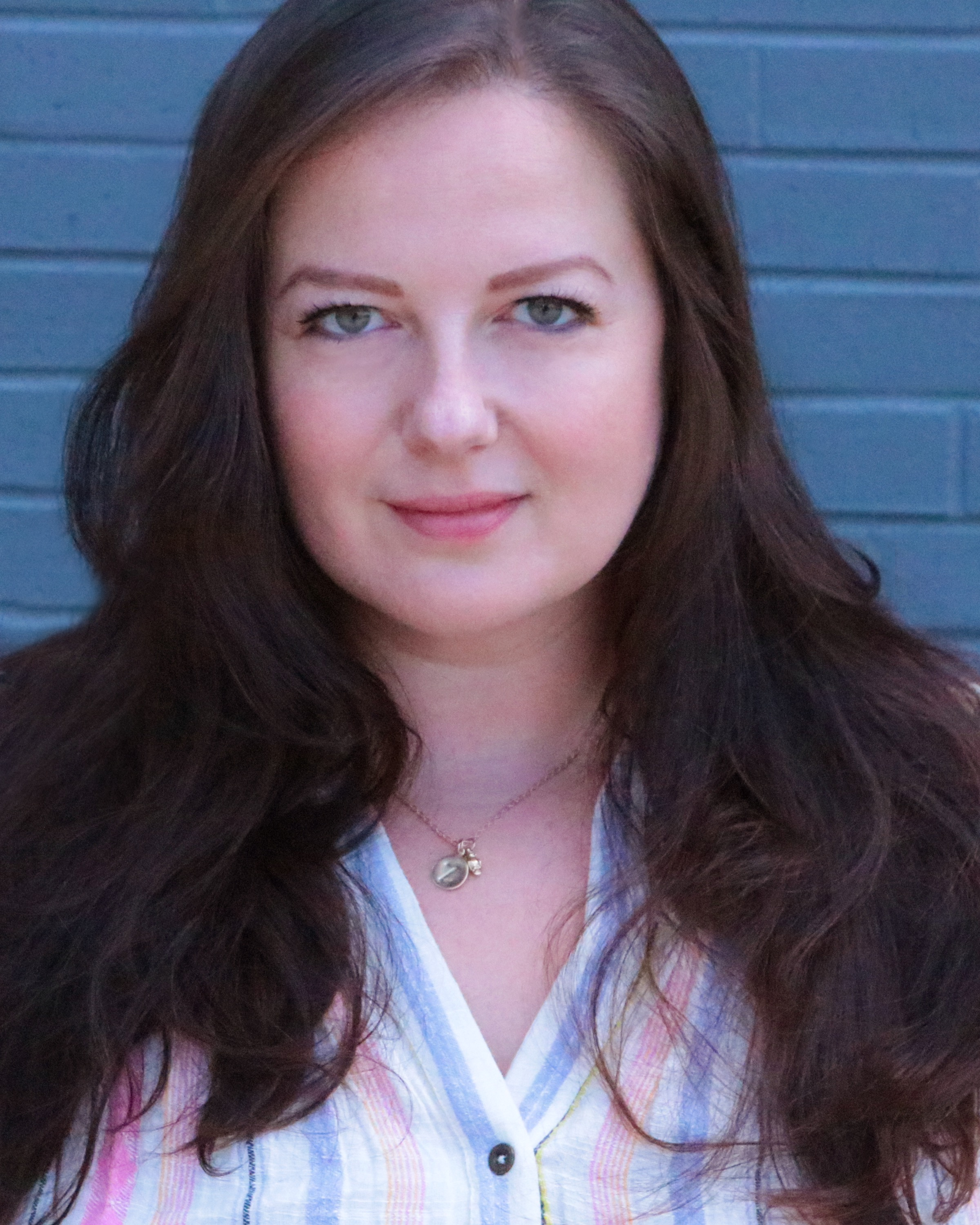
Zuzanna Szadkowski, 2020

Zuzanna Szadkowski (* 22. Oktober 1978 in Warschau) ist eine polnisch-amerikanische Schauspielerin, bekannt für ihre Rolle der Dorota Kishlovsky in der Serie Gossip Girl.

## Privatleben
Zuzanna Szadkowski wurde am 22. Oktober 1978 in der polnischen Hauptstadt Warschau geboren und zog im Alter von drei Jahren in die Vereinigten Staaten. Die Familie ließ sich in Fort Wayne im Bundesstaat Indiana nieder, wo sie die Schule 1997 an der R. Nelson Snider High School abschloss. Über ihre Nationalität und den polnischen Akzent, wie sie ihn in Gossip Girl hat, sagte sie:

“I was born in Poland, so I am able to identify with her that way. The accent is modeled after people in my own family, so hopefully I am doing it justice.”

„Ich bin in Polen geboren, sodass ich in der Lage bin, mich mit ihr auf diese Weise zu identifizieren. Den Akzent hat die ganze Familie, so dass ich ihm hoffentlich gerecht werde.“

Szadkowski wohnt derzeit in Downtown Brooklyn. Im Jahr 2010 eröffnete sie gemeinsam mit dem Regisseur Sam Weisman eine Schauspielschule, das Sam Weisman Studio in New York City.

## Karriere
Sie besuchte das Barnard College an der Columbia University und erwarb am Institute for Advanced Theater Training an der Harvard University den Master of Fine Arts. Sie war am Theater in New York City (u. a. unter den Regisseuren Robert Woodruff, Sam Weisman und Marcus Stern), Warschau und Moskau tätig. Ihr Fernsehdebüt hatte sie im Jahr 2006, als sie zwei Charaktere in der Serie Law & Order darstellte. 2007 erschien Szadkowski in zwei Episoden von The Sopranos. In der Fernsehserie Gossip Girl spielte sie fünf Jahre das Dienstmädchen von Blair Waldorf (Leighton Meester). Im Jahr 2009 produzierte CW sechs Episoden des Spin-offs Chasing Dorota.
2009 hatte Szadkowski eine kleine Rolle im Unabhängigkeitsfilm Where Is Joel Baum?. Sie erschien in drei Episoden der TV-Serie Guiding Light. Im Jahr 2011 fungierte Szadkowski im Kurzfilm The Pilot Season Survival Guide.

## Filmografie
- 2006–2007: Criminal Intent – Verbrechen im Visier (Fernsehserie, 2 Folgen)
- 2007: The Sopranos (Fernsehserie, 2 Folgen)
- 2007–2012: Gossip Girl (Fernsehserie, 79 Folgen)
- 2009: Chasing Dorota (Fernsehserie, 6 Folgen)
- 2009: Springfield Story (Fernsehserie, 3 Folgen)
- 2011: The Pilot Season Survival Guide (Kurzfilm)
- 2011: Aushilfsgangster
- 2012: Where Is Joel Baum?
- 2013: Butterflies of Bill Baker
- 2014: Growing Up and Other Lies
- 2014–2015: The Knick (Fernsehserie, 14 Folgen)
- 2015: Elementary (Fernsehserie, Folge 3x10)
- 2015: Girls (Fernsehserie, 3 Folgen)
- 2015: Loserville